# Michael Hegner
 Michael Hegner est un scénariste et réalisateur danois de films d'animation, né le 19 juin 1966 au Danemark.

## Filmographie

### comme réalisateur
- 2000 : Gloups ! je suis un poisson (Hjælp, jeg er en fisk)
- 2006 : Le Vilain Petit Canard et moi (The Ugly Duckling and Me!)
- 2011 : LEGO Ninjago: Les Maîtres du Spinjitzu (Lego Ninjago: Masters of Spinjitzu)
- 2013 - : LEGO Star Wars : Les Chroniques de Yoda (LEGO Star Wars : The Yoda Chronicle)

### comme scénariste
- 2006 : Le Vilain Petit Canard et moi (The Ugly Duckling and Me!)

## Distinctions

### Récompenses
- 2000 : Prix du Jury des Enfants lors du Chicago International Children's Film Festival pour Gloups ! je suis un poisson